# 2기 지하철
2기 지하철은 서울 지하철 중반기에 해당되는 때이다. 1989년부터 2001년 사이에 사업이 진행된 5호선, 6호선, 7호선, 8호선을 일컫는 말이다.

## 논의의 전개
1기 지하철의 건설은 1985년 3호선과, 4호선의 완공으로 막을 내렸다. 하지만 서울의 확장은 주택 2백만가구 건설계획에 따라 지속되었고, 부족한 지하철 네트워크로 인하여 1기 지하철만으로는 서울 전체 통행량 가운데 16~20% 가량만을 처리할 수 있었다. 게다가 주택 2백만가구 건설계획에 의하여 건설된 목동, 고덕, 노원, 수서지구 등지에 거대한 택지가 조성되어 새롭게 백만 명 이상의 인구가 배치되었지만 1987~1991년 사이에 진행된 6차 경제개발 시기에 도시철도에 투하되었던 정부의 예산은 불과 768억원에 불과하였다. 이는 이미 2조원이 넘는 막대한 부채 위에서 운영되고 있었던 1기 지하철로 인한 재정압박이 재현될 것을 두려워한 정부가 신규 지하철 노선에 대한 자본투자를 꺼리고 있었다는 점을 정확히 드러내 준다.
하지만 막대한 양의 인구가 새로운 거대 택지에 배치되고 교통 상황은 지속적으로 악화되는 상황 앞에서 시 정부가 아무런 대책을 세우지 않고 있을 수는 없었다. 1988년 1월 3,4호선 이후 최초의 지하철 계획이 서울시에 의해 발표된다. 이는 근본적으로 지선과 연장선을 놓겠다는 계획으로 이뤄져 있었다. 5호선, 6호선, 7호선의 신설 및 3호선·4호선을 각각 성남시와 군포시 소재의 금정역까지 연장하는 계획이 그 골자였다. 1단계 사업에서 5호선 영등포~화곡동~김포공항 및 6호선 왕십리~군자동~천호동을 1990년부터 건설해 1994년에 완공하고, 7호선은 잠실~둔촌동~고덕동을 잇는 노선으로 하여 앞선 두 개의 연장선과 함께 1999년에 완공한다는 계획이었다. 이 해 8월에는 새롭게 지방세로 전환되는 담배소비세를 이용하여 지하철 건설에 투하할 자본을 마련, 1989년부터 공사를 시작할 것으로 시는 발표를 수정하였다.

## 노선망의 확정
앞서 있었던 계획은 근본적으로 기존 네트워크에 지선을 추가하는 것을 의미하였다. 이것은 지하철 사각지대에 상대적으로 적은 비용만으로도 지하철을 건설할 수 있게 해 주는 방식이다. 그러나 이는 서울의 통행특성에 대하여 면밀하게 분석하지 않고 고속 간선망을 설계한 것이었다. 이미 1기 지하철만으로도 출퇴근시간대에는 매우 높은 혼잡도를 보이고 있던 상황이었다. 여기에 2기 지하철에서 들어오는 인파까지 더해진다면 그 혼잡도는 더욱 극심한 것이 될 것이었다. 더욱 많은 통행(목표치는 총여객수송량의 50%였음)을 지하철로 처리하기 위해서는 따라서 더 많은 간선망이 필요했다. 그리고 그 간선망은 되도록이면 도심을 관통해야만 했다. 서울에서도 이제 직주분리는 매우 일반적인 현상이었고, 통근통행과 업무통행은 도심 그리고 1980년대 후반부터는 강남으로도 집중하기 시작하였다. 이들 지역으로 진입하는 1기 지하철의 통행량을 분담하기 위해서라도 간선망은 도심이나 강남을 통과하여야만 하였던 것이다. 물론 지하철 사각지대에 대한 배려가 이미 간선망이 어느 정도 이뤄진 시점에서 이뤄지고 있는 2기 지하철의 노선계획에서 빠져서는 안되었다. 굴곡노선이나 짧은 역간거리가 2기 지하철에서 상대적으로 눈에 많이 띄는 이유는 이 때문이다. 이러한 기조를 띤 계획이 1989년 서울시가 국토개발연구원에 발주한 용역에서 나온 결과였고, 여기서 개설해야한다고 논의된 노선은 2·3·4호선 연장과 5·6·7·8·9호선의 총 길이 약 204Km의 노선이었다. 2호선의 경우에는 군자기지의 용량 부족 문제를 해결하기 위한 신정기지의 건설과 본선 연결이 주된 이유였고, 3·4호선은 입주가 진행되었으나 지하철이 없어 교통난을 겪고 있던 개포 및 노원 일대에 지하철을 제공하기 위해서였다. 도심 관통 간선망으로 기획된 것은 5·6·7호선이었으며 8호선은 서울 동남부의 연결 및 광주대단지 계획 당시부터 구상되어 1971년 8월에 있었던 수도권 전철망 구성 계획에도 포함되어있던 성남전철을 실현하기 위한 것이었다. 다만 이 노선은 분당선과의 경합을 피하기 위하여 성남 구시가를 두루 관통하는 노선이 되었다.
한편 교직류 양용차량에 대한 투자를 하지 않고 또한 토목 및 건축 비용 감소를 위해 2기지하철은 교외 전철과의 직결운행을 염두에 두지 않고 계획되었다(서울지하철건설삼십년사, 서울시:2003). 구체적으로 살펴보면, 2기 지하철 차량의 높이는 4750mm인 데 반해 서울메트로 차량의 높이는 4900mm에서 5000mm인 경우를 들 수 있다.

## 2·3·4호선의 연장
1기 지하철 노선의 연장선 및 지선은 이미 이전의 계획이 있었기 때문에 사업 진행이 빠른 편이었다. 1989년부터 이들 사업이 진행되었다.

우선 1989년 12월 3, 4호선 연장구간 공사가 착공되었다. 과천선 또한 같은 시기에 착공되었으나 철도청이 전담하였고 시외 구간이므로 2기 지하철에 포함하지는 않는다.

#### 3호선 연장선(양재 - 수서)

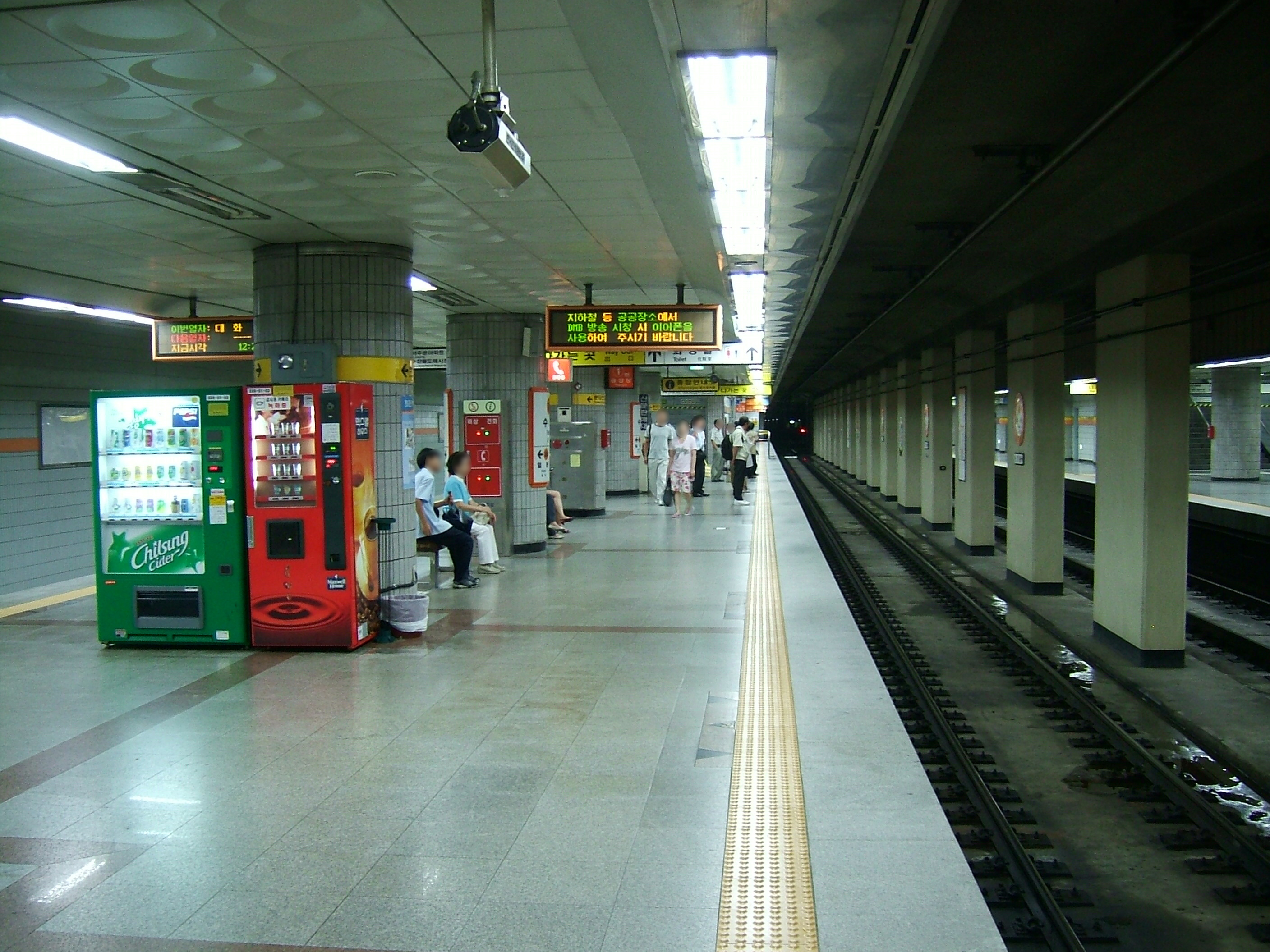
수서역

3호선 연장선은 이미 1986년 건설고시가 되어 있었으나 보류되었다. 그러나 개포, 대치, 수서지구의 입주로 인한 교통량의 처리 및 본선의 운행밀도 증가, 노선 연장 및 일산선으로 인한 지축기지 용량 부족으로 인해 필요해진 수서기지에 대한 연락선 확보를 위해 사업이 추진되었다.
노선은 당초 양재~개포~수서였다. 그러나 대치동 주민이 집단민원을 제기하자 양재~대치~탄천변~수서로 노선이 1차 변경되었다. 그러나 이번에는 개포동 주민이 집단민원을 제기하였고, 1989년 9월에는 대치동에서 남하, 개포동을 통과(대청역)하고 수서지구를 지나(일원역) 수서로 가는 노선이 최종 확정되었다.
개통은 1993년 10월이었고, 이와 동시에 수서기지 역시 가동을 시작하였다. 이미 개발이 근린주구(近隣住區) 형태로 진행되었던 지역이었기 때문에 이후의 인구 분포에 크게 영향을 끼친 것은 아니며, 주거지역이 대부분의 토지 이용 형태이므로 승객의 밀도는 3호선 전체의 평균 이하다. 분당선 개통으로부터 연장선 개통에 이르는 시기동안은 분당선 승객이 갈아탈 수 있는 8호선 이외의 유일한 노선이었기 때문에, 말단의 굴곡이 부각되기도 하였다.

#### 4호선 연장선(상계 - 당고개)
이 노선은 4호선을 상계동 동부로 연장시키기 위해 건설된 노선이다. 이 지역은 상계역, 노원역 등지의 고층 고밀도 근린주구 개발형태와는 달리 저층 고밀도 개발이 전개된 지역이다. 그에 따라 지역 주민의 경제력 차이가 존재하는 것으로 보인다. 또한 지형 여건상 도로의 기능 발휘엔 한계가 있었으므로, 대용량 대중교통 공급이 이뤄져야만 했던 곳이었다. 부지는 하천부지를 점용하였고, 그 위에 고가철도 건설을 시행하였다.
1993년 4월 개통하였고, 회차를 위하여 인입선이 개설되었다. 부지 여건상 회차선 개설을 위해 수락산에 터널을 시공하였다. 

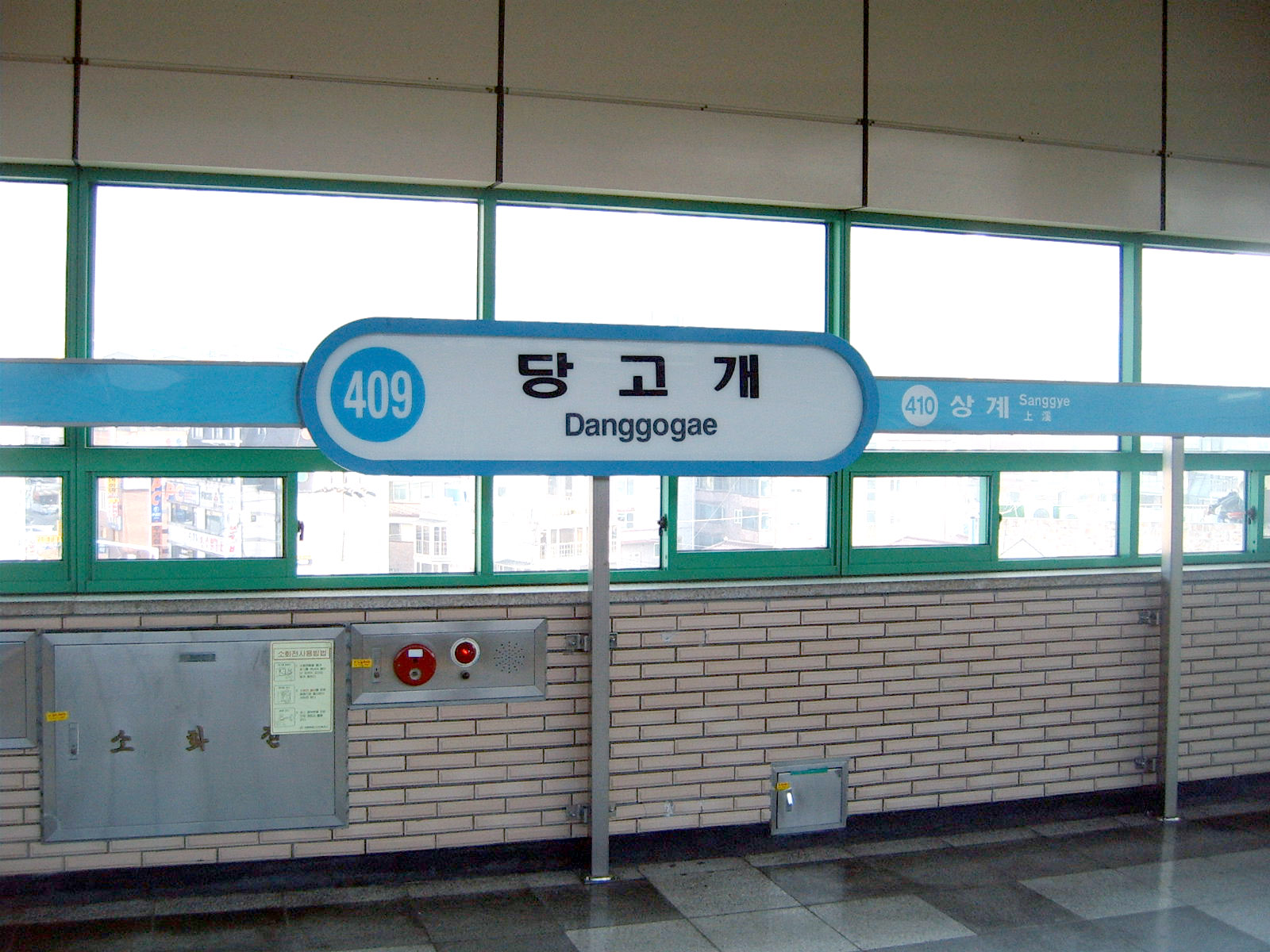
당고개역

## 5·6·7·8호선의 건설

### 착공
본격적인 2기 지하철의 공사는 1990년 6월 27일 5호선의 착공을 시작으로 12월 28일, 12월 29일, 그리고 1994년 1월 각각 7호선, 8호선, 6호선이 착공되었다. 1월 10일에는 2기 지하철의 새로운 도시 철도 운영 기업의 설치 조례를 공포하고 1월 29일에는 설립이 인가되었다. 마침내 3월 15일에는 서울 지하철 공사(현재 서울교통공사)를 대체하는 서울특별시 도시철도공사가 출범하면서, 개통되는 5·6·7·8호선의 운영(지하철 공사는 1·2·3·4호선)을 맡게 된다.

### 서울특별시 도시철도공사의 설립
5호선의 개통이 임박하였을 때, 당시 서울특별시에서는 5호선의 운영을 누가 맡을 것인가에 대해 논란이 있었다. 당시 서울 지하철 공사는 방만 경영을 했다는 지적이 나오곤 하였다. 따라서 시민여론조사, 공청회, 서울대학교 경영연구소의 용역결과 등을 토대로 1993년 11월 기존 지하철 공사와는 별도의 독립된 공사를 설립하기로 하여 1994년 3월 서울특별시 도시철도공사가 탄생하였다. 서울특별시 도시철도공사의 설립 목적은 “도시교통의 발전과 안전하고 신속한 대중교통 수단”이라고 명시되어 있다.

### 완공
1990년 시작한 2기 지하철의 공사는 1995년 11월 15일 5호선 왕십리 - 상일동 구간 개통을 시작으로, 일산선이 개통된 해인 1996년 12월 30일, 마침내 2기 지하철의 최초 노선인 5호선이 완전 개통되었다. 그리고, 7호선 장암 - 건대입구 구간과 8호선 잠실 - 모란 구간도 개통되어 순조롭게 진행되었다. 그러나, 1997년 여름 태국, 말레이시아 등을 시작으로 외환 위기가 불어닥쳤고, 대한민국도 이를 피해 갈 수는 없었다. 결국 대한민국 정부는 국제 통화 기금(IMF)으로부터 상당액의 외화를 차입하였다. 이 사건을 계기로 3기 지하철 계획안은 9호선 및 3호선 오금 연장안만 원활하게 진행되었을 뿐 10호선과 11호선, 12호선은 폐기 되어 이후 경전철과 광역철도인 신안산선, 신분당선 등으로 전환 추진되었으며, 2기 지하철 공사도 지연되고 말았다. 그러나 국민들의 노력으로 외환 위기가 조금씩 회복되면서 1999년 7월 2일 8호선 완전 개통, 2000년 8월 1일 7호선 완전 개통, 그리고 공사가 계속되던 6호선이 12월 15일 최후로 개통되면서 2기 지하철의 공사도 드디어 막을 내리게 되었다. 